# 博勒山
71°54′S 6°50′E / 71.900°S 6.833°E
博勒山（英語：Mount Bolle）是南極洲的山峰，位於東部南極洲的毛德皇后地，屬於穆利格-霍夫曼山脈的一部分，處於許爾舍希佩特峰6公里，海拔高度2,685米。